# Saison 2013-2014 du FC Nantes
Maillots
Chronologie
Saison précédente Saison suivante
La saison 2013-2014 du FC Nantes voit le club faire son retour en Ligue 1, après avoir passé 4 saisons d'affilée en Ligue 2.

## Résumé de la saison

### Dates importantes de la saison
- 17 mai 2013 : vainqueur 1-0 contre Sedan, le FC Nantes officialise sa montée en Ligue 1 devant 36 967 spectateurs (record d'affluence). Au coup de sifflet final, le public envahit la pelouse pour fêter la montée.
- 30 mai 2013 : à la suite de l'usage de nombreux engins pyrotechniques lors du match Niort - FC Nantes en 34e journée du Championnat de France de football de Ligue 2 2012-2013, la Commission de discipline de la Ligue de football professionnel décide de la fermeture de la tribune Loire pour un match avec sursis[1].
- 27 juin 2013 : reprise de l'entrainement à La Jonelière. De plus, le club reçoit une amende de 25 000 € à la suite de l'utilisation d'engins pyrotechniques et de l'envahissement du terrain lors du match face à Sedan la saison précédente[2].
- 7 au 14 juillet 2013 : stage de préparation du début de saison à Annecy (région Rhône-Alpes).
- 13 août 2013 : la commission d'appel de la FFF annule l'amende de 25 000 € infligée au club fin juin à la suite de l'utilisation d'engins pyrotechniques et à l'envahissement du terrain lors de la rencontre contre Sedan. La sanction est remplacée par un match à huis clos avec sursis.
- 14 octobre 2013 : le FC Nantes est de nouveau devant le TAS, cette fois pour réclamer des indemnités de formation à l'AS Rome au sujet du jeune Loïc Nego parti en juillet 2011.
- 19 janvier 2014 : comme l'avaient fait avant eux les groupes de supporteurs de Lille, Rennes, Lyon, Toulouse et Nice, La Brigade Loire et le Kop Erdre boycottent le déplacement du FC Nantes au Parc des Princes dans le cadre de la 21e journée de championnat. Raison évoquée : le coût exorbitant des places (35 € contre 10 € en moyenne dans les autres stades) et les conditions d'accueils en tribune (interdiction des mégaphones ou banderoles par exemple)[3],[4].

### L’affaire Ismaël Bangoura
Cette affaire judiciaire ayant commencé la saison dernière se poursuit cette saison. Pour rappel des faits : le 4 février 2013, près d’un an après avoir autorisé le recrutement d’Ismaël Bangoura par le FC Nantes, la FIFA avait invalidé le recrutement après que le club qatari d’Al Nasr Dubaï ait dénoncé une rupture unilatérale de contrat. Le FC Nantes se voyait alors interdit de tout nouveau recrutement pour une période d’un an (soit deux mercatos) tandis que le joueur était lui suspendu pour une période de 4 mois. S’ajoutait à cela une amende de 4,5 millions d’euros à régler conjointement par le joueur et le club,.
Le FC Nantes fera appel de la décision de la FIFA, objectant que le joueur n’était plus payé par le club qatari qui l’avait également retiré de la liste de ses joueurs professionnels. Le 3 juin 2013, le Tribunal arbitral du sport (TAS) rejette l'appel du FC Nantes et confirme la sanction de la FIFA.
Le FC Nantes fait alors appel devant le Tribunal fédéral suisse et, le 14 juin 2013, ce dernier accorde au FC Nantes le droit de recruter jusqu'à nouvel ordre en suspendant la sentence délivrée par le TAS.
Le 6 janvier 2014, un premier arrêté du TAS confirme l'amende de 4,5 millions d'euros. Le club et le joueur n'en auront connaissance que le 22 janvier 2014.
Enfin, le 7 mars 2014, l'amende est définitivement confirmée par le Tribunal fédéral suisse, ainsi que l'interdiction de recrutement pendant un an, jusqu'en juin 2015.

### L’affaire Abdoulaye Touré
Bien qu'il se soit imposé en match d’ouverture face au SC Bastia lors de la journée d’ouverture du Championnat, le FC Nantes voit éclater quelques jours plus tard une polémique mettant en cause le bénéfice des trois points acquis. Pour cause : le milieu de terrain nantais Abdoulaye Touré est entré en jeu à la 67e minute de jeu alors qu’il était sous le coup d’une suspension à la suite d'une accumulation de cartons jaunes reçus en U19 et CFA2 la saison précédente.
Le 13 août 2013, trois jours après le match, le club corse annonce avoir déposé une demande d'évocation (et non pas une réclamation) auprès de la LFP contre la victoire du FC Nantes, en accord avec l'article 510 des règlements de la LFP qui prévoit bien l'attribution des trois points de la victoire au club déclaré vainqueur par pénalité contrairement à l'article 579 qui stipule que, en cas de participation d’un joueur suspendu à un match, le club réclamant ne bénéficie par des points correspondant au gain du match.
Le 21 août 2013, le FC Nantes et Abdoulaye Touré s’associent pour faire appel de la suspension du joueur pour vice de forme devant la Commission supérieure d’appel de la Fédération française de football (FFF). Est mis en cause le fait que ni le joueur, ni le club, n’aient été informés par courrier recommandé de la suspension alors que le Code du sport et le règlement de la FFF prévoient tous deux ce procédé pour entériner la suspension.
Si l’appel est, dans un premier temps, rejeté par la FFF, celle-ci accepte finalement de convoquer le joueur le 31 octobre 2013 après que le FC Nantes ait annoncé à plusieurs reprises son intention de porter l'affaire devant le tribunal administratif et le Comité national olympique et sportif français (CNOSF) s'il n'obtenait pas gain de cause. Le 29 novembre 2013, la commission supérieure d'appel de la FFF rejette finalement l'appel.
Le 12 février 2014, la Commission des compétitions de la LFP décide de donner match perdu au FC Nantes, à la suite de la confirmation de la sanction d'un match de suspension ferme du joueur Abdoulaye Touré établie par la Commission Supérieure d’Appel de la FFF, le 31 octobre 2013 et par le CNOSF, le 5 février 2014. Les 3 points sont donc retirés au FC Nantes et les 2 buts inscrits sont annulés. De plus, les 3 points sont reversés au SC Bastia qui est déclaré vainqueur de la rencontre sans but marqué.
Dès le lendemain, le 13 février 2014, l'avocat du FC Nantes, Maître Klatovsky, annonce porter l'affaire devant le tribunal administratif. Interrogé sur Radio Côte d'amour, il déclare : "Si on relie la décision du CNOSF, on la relie bien, on voit qu'ils ne remette pas en cause vraiment notre analyse technique, ils disent simplement qu'il y a des considérations qui font que... Mais bon, ce n'est pas du juridique ça. Des considérations sportives, dans un tribunal administratif ça ne tiendra pas la route, donc voilà, je ne suis pas plus inquiet que cela, la décision de la LFP je m'y attendais."

## Effectif et encadrement

### Transferts
| Nom                   | Nationalité  | Poste     | Transfert                          | Provenance/Destination | Division | Référence |
| --------------------- | ------------ | --------- | ---------------------------------- | ---------------------- | -------- | --------- |
| Arrivées              |              |           |                                    |                        |          |           |
| Maxime Dupé           | France       | Gardien   |                                    | FC Nantes rés.         |          |           |
| Gabriel Cichero       | Venezuela    | Défenseur | Transfert définitif (0,6 M€)       | Caracas FC             |          | Référence |
| Oswaldo Vizcarrondo   | Venezuela    | Défenseur | Transfert (0,6 M€)                 | CA Lanús               |          | Référence |
| Alejandro Bedoya      | États-Unis   | Milieu    | Fin de contrat                     | Helsingborgs IF        |          | Référence |
| Bănel Nicoliță        | Roumanie     | Milieu    | Prêt avec option d'achat (0,35 M€) | AS Saint-Étienne       |          | Référence |
| Georges-Kévin Nkoudou | France       | Milieu    |                                    | FC Nantes rés.         |          |           |
| Fernando Aristeguieta | Venezuela    | Attaquant | Transfert définitif (1 M€)         | Caracas FC             |          | Référence |
| Johan Audel           | France       | Attaquant | Prêt avec option d'achat           | VfB Stuttgart          |          | Référence |
| Ismaël Bangoura       | Guinée       | Attaquant | Retour de prêt                     | Umm Salal SC           |          | Référence |
| Départs               |              |           |                                    |                        |          |           |
| David Alcibiade       | France       | Défenseur |                                    | FC Nantes rés.         |          |           |
| Karim Djellabi        | France       | Défenseur | Fin de contrat                     | AJ Auxerre             |          | Référence |
| Jérémy Le Sourne      | France       | Défenseur |                                    | FC Nantes rés.         |          |           |
| Ahmed Madouni         | Algérie      | Défenseur | Fin de contrat                     | Joueur libre           |          | Référence |
| Ismaël Keita          | Mali         | Milieu    | Fin de contrat                     | Angers SCO             |          | Référence |
| Saad Trabelsi         | Tunisie      | Milieu    |                                    | FC Nantes rés.         |          |           |
| Alexandre Wroblewski  | France       | Milieu    | Fin de contrat                     |                        |          | Référence |
| Loïs Diony            | France       | Attaquant |                                    | Stade montois          |          |           |
| Adama Niane           | Mali         | Attaquant |                                    | FC Nantes rés.         |          |           |
| Lee Yong-jae          | Corée du Sud | Attaquant | Fin de contrat                     | Red Star FC            |          | Référence |

| Nom             | Nationalité | Poste     | Transfert                | Provenance/Destination | Division | Référence |
| --------------- | ----------- | --------- | ------------------------ | ---------------------- | -------- | --------- |
| Arrivées        |             |           |                          |                        |          |           |
| Rémi Gomis      | Sénégal     | Milieu    | Transfert                | Levante UD             |          | Référence |
| Kian Hansen     | Danemark    | Milieu    | Transfert (1 M d'€)      | Esbjerg fB             |          | Référence |
| Itay Shechter   | Israël      | Attaquant | Prêt avec option d'achat | Hapoël Tel-Aviv        |          | Référence |
| Départs         |             |           |                          |                        |          |           |
| Gabriel Cichero | Venezuela   | Défenseur | Transfert (0,5 M€)       | FC Sion                |          | Référence |
| Yohann Eudeline | France      | Milieu    | Résiliation de contrat   | Angers SCO             |          | Référence |
| Kian Hansen     | Danemark    | Milieu    | Prêt                     | Esbjerg fB             |          | Référence |

## Matchs de la saison

### Matchs amicaux
| Date                     | TV         | Adversaire          | Division | Lieu               | Score | Buteurs du FCN                                     | Affluence | Lien      |
| ------------------------ | ---------- | ------------------- | -------- | ------------------ | ----- | -------------------------------------------------- | --------- | --------- |
| Samedi 13 juillet 2013   | x          | Évian TG FC         | Ligue 1  | Annecy-le-Vieux    | 0 - 1 | -                                                  | 800       | Référence |
| Mercredi 17 juillet 2013 | x          | Angers SCO          | Ligue 2  | Segré              | 1 - 3 | Aristeguieta 54e                                   | 1.000     | Référence |
| Samedi 20 juillet 2013   | x          | EA Guingamp         | Ligue 1  | Châteaubriant      | 0 - 1 | -                                                  | 1.000     | Référence |
| Mercredi 24 juillet 2013 | x          | Le Poiré-sur-Vie VF | National | Le Poiré-sur-Vie   | 2 - 2 | Niane 67e 81e                                      | 2.200     | Référence |
| Samedi 27 juillet 2013   | BeIN Sport | Stade rennais FC    | Ligue 1  | Rennes             | 1 - 1 | Gakpé 59e                                          | 12.224    | Référence |
| Mercredi 31 juillet 2013 | x          | USJA Carquefou      | National | La Baule-Escoublac | 1 - 1 | Gakpé 25e                                          | -         | Référence |
| Samedi 3 août 2013       | x          | Vannes OC           | National | Pornic             | 1 - 0 | Djordjevic 28e                                     | -         | Référence |
| Vendredi 11 octobre 2013 | x          | Stade brestois 29   | Ligue 2  | Locminé            | 4 - 0 | Audel 27e, Bangoura 60e, N'Dongala 71e, Trebel 79e | 300       | Référence |

## Statistiques

### Statistiques collectives
| Compétition       | Débute au tour | Termine        | Matches joués | Gagnés | Nuls | Perdus | Buts pour | Buts contre | Différence | Cartons jaunes | Cartons rouges |
| ----------------- | -------------- | -------------- | ------------- | ------ | ---- | ------ | --------- | ----------- | ---------- | -------------- | -------------- |
| Ligue 1           | -              | -              | 38            | 12     | 10   | 16     | 38        | 43          | -5         | 56             | 4              |
| Coupe de France   | 1/32 de finale | 1/32 de finale | 1             | 0      | 0    | 1      | 0         | 2           | -2         | 2              | 0              |
| Coupe de la Ligue | 1/16 de finale | Demi-finale    | 4             | 3      | 0    | 1      | 8         | 5           | +3         | 3              | 0              |
| Total             | -              | -              | 43            | 15     | 10   | 18     | 46        | 50          | -4         | 61             | 4              |

### Buteurs
- 11 buts
  - Filip Djordjevic (dont 2 buts en Coupe de la Ligue)

- 9 buts
  - Serge Gakpé (dont 1 but en Coupe de la Ligue)

- 6 buts
  - Alejandro Bedoya (dont 1 but en Coupe de la Ligue)

- 3 buts
  - Fernando Aristeguieta (dont 1 but en Coupe de la Ligue)
  - Papy Djilobodji

- 2 buts
  - Oswaldo Vizcarrondo (dont 1 but en Coupe de la Ligue)

- 1 but
  - Johan Audel
  - Ismaël Bangoura
  - Vincent Bessat
  - Lucas Deaux
  - Koffi Djidji
  - Bănel Nicoliță
  - Georges-Kevin Nkoudou (en Coupe de la Ligue)
  - Olivier Veigneau (en Coupe de la Ligue)
  - Jordan Veretout

### Passeurs
- 5 passes
  - Bănel Nicoliță

- 4 passes
  - Serge Gakpé (dont 2 passes en Coupe de la Ligue)
  - Jordan Veretout

- 3 passes
  - Issa Cissokho
  - Filip Djordjevic (dont 1 passe en Coupe de la Ligue)

- 2 passes
  - Lucas Deaux
  - Olivier Veigneau (dont 1 passe en Coupe de la Ligue)

- 1 passe
  - Johan Audel
  - Vincent Bessat
  - Adrien Trebel (en Coupe de la Ligue)
  - Oswaldo Vizcarrondo

### Cartons
Jaune
- 6 cartons
  - Papy Djilobodji (dont 1 carton en Coupe de France)
  - Oswaldo Vizcarrondo (dont 1 carton en Coupe de la Ligue)

- 5 cartons
  - Bănel Nicoliță
  - Birama Touré

- 4 cartons
  - Alejandro Bedoya
  - Issa Cissokho (dont 1 carton en Coupe de la Ligue)
  - Serge Gakpé (dont 1 carton en Coupe de France)

- 3 cartons
  - Fernando Aristeguieta
  - Lucas Deaux (dont 1 carton en Coupe de la Ligue)
  - Filip Djordjevic
  - Olivier Veigneau
  - Jordan Veretout

- 2 cartons
  - Chaker Alhadhur
  - Johan Audel
  - Koffi Djidji

- 1 carton
  - Ismaël Bangoura
  - Maxime Dupé
  - Rémi Gomis
  - Rémy Riou
  - Itay Shechter

 Rouge
- 2 cartons
  - Papy Djilobodji

- 1 carton
  - Filip Djordjevic
  - Jordan Veretout

### Équipe type
| Riou Cissokho Vizcarrondo Djilobodji Veigneau Bedoya B.Touré Deaux Bessat Gakpé Djordjevic (c) |
| Équipe type du FC Nantes lors de la saison 2013-2014.                                          |
| Riou Cissokho Vizcarrondo Djilobodji Veigneau Bedoya B.Touré Deaux Bessat Gakpé Djordjevic (c) |

| no | Joueur              | Nat. | Poste             | MJ | Doublure        | MJ |
| -- | ------------------- | ---- | ----------------- | -- | --------------- | -- |
| 1  | Rémy Riou           |      | Gardien de but    | 34 | Maxime Dupé     | 4  |
| 22 | Issa Cissokho       |      | Latéral droit     | 35 | Chaker Alhadhur | 15 |
| 4  | Oswaldo Vizcarrondo |      | Défenseur central | 36 | Koffi Djidji    | 10 |
| 3  | Papy Djilobodji     |      | Défenseur central | 28 | Gabriel Cichero | 5  |
| 5  | Olivier Veigneau    |      | Latéral gauche    | 27 | Chaker Alhadhur | 15 |
| 12 | Birama Touré        |      | Milieu défensif   | 31 | Jordan Veretout | 27 |
| 18 | Lucas Deaux         |      | Milieu défensif   | 36 | Rémi Gomis      | 9  |
| 13 | Serge Gakpé         |      | Ailier droit      | 36 | Banel Nicolita  | 12 |
| 19 | Alejandro Bedoya    |      | Milieu offensif   | 31 | Jordan Veretout | 27 |
| 8  | Vincent Bessat      |      | Ailier gauche     | 30 | Johan Audel     | 11 |
| 9  | Filip Djordjevic    |      | Attaquant         | 27 | Itay Shechter   | 11 |

## Partenaires
- Partenaires principaux
  - 11 Football Club
  - Anvolia
  - BeIN Sports
  - Eau de Treignac
  - Erreà
  - Orange
  - Synergie
  - Système U

- Partenaires institutionnels
  - Ville de Nantes
  - Région Pays de la Loire

## Affluence
L'affluence à domicile du FC Nantes atteint un total :
- de 535 202 spectateurs en  rencontres de Ligue 1, soit une moyenne de 28 169/match.
- de 14 603 spectateurs en 1 rencontre de Coupe de France.
- de 82 851 spectateurs en 4 rencontres de Coupe de la Ligue, soit une moyenne de 20 713/match.
- de 632 656 spectateurs en 24 rencontres toutes compétitions confondues, soit une moyenne de 26 360/match.

Affluence du FC Nantes à domicile